# David Rakoff
David Rakoff (Montreal, 27 de noviembre de 1964 - 9 de agosto de 2012) fue un escritor, periodista y actor canadiense radicado en Nueva York. Se destacó por sus humorísticos, a veces autobiográficos ensayos de no ficción. Rakoff fue colaborador habitual de la Public Radio International en el programa This American Life. Rakoff se definía como un "escritor de Nueva York", que también pasó a ser un "escritor canadiense", un "escritor mega-judío", un "escritor gay" y el "estudiante más importante de Asia Oriental que se ha olvidado la mayor parte del japonés".
El 9 de agosto de 2012, Rakoff murió de cáncer, rodeado de su familia en su apartamento en Manhattan.

### General
- David Rakoff’s biography on his talent agent’s site
- David Rakoff’s biography on his literary agent’s site
- David Rakoff’s IMDb page
- David Rakoff’s filmography from The New York Times
- David Rakoff’s favourite books
- David Rakoff’s favourite essays
- David Rakoff articles at Byliner

### Videos hechos con Dave Hill
- David Rakoff and Dave Hill go on a book tour
- Law and Order BFD: Special investigation by David Rakoff and Dave Hill
- Going up with Dave Hill: Dave Hill, David Rakoff exiled by security (New York Magazine)
- Stomp!* with Dave Hill, David Rakoff and Martha Plimpton
- The sheriff of Prospect Park with Dave Hill and David Rakoff
- Little Michael Jackson and me: Episode 3: we can work it out

### Otros videos
- David Rakoff on cultural excess Pop tech! 2008
- David Rakoff Interview with MSVLive.com
- What’s so funny about America? Appearance of David Rakoff with David Sedaris and Don Watson at Melbourne Writers’ Festival 2008 (enlace roto disponible en Internet Archive; véase el historial, la primera versión y la última).
- David Rakoff and Martha Plimpton using a soda-making machine, the best thing he ever bought
- Wasp Cove, opening credits sequence

### Apariciones en televisión
- Appearance on Australian TV’s 9 am with David and Kim: August 2008 (search for “Rakoff”)
- Appearance on Late Show with David Letterman: November 1, 2006
- Appearance on The Daily Show with Jon Stewart: October 5, 2006
- Appearance on The Daily Show with Jon Stewart: October 3, 2005
- Appearance on The Daily Show with Jon Stewart: August 13, 2001

- Datos: Q5238883
- Multimedia: David Rakoff / Q5238883